# 테크 자이안
테크 자이안은 에로게와 미소녀 게임을 다루는 잡지이다. 월간으로 발행된다. 관련이 있는 잡지로는 PUSH!!가 있다.

## 같이 보기
- PUSH!!